# Constantin Cândea
Pour les articles homonymes, voir Cândea.
Constantin Cândea (né le 15 décembre 1887, Mărgineni (Bacău), Județ de Bacău - décédé le 4 mars 1971, Bucarest) était chimiste roumain, Professeur Docteur Ingénieur en Chimie et Recteur de l'Université Politehnica (Timișoara) - autrefois École Polytechnique de Timișoara entre 1946-1947.

## Biographie
Constantin Cândea était diplômé du Lycée “Prince Ferdinand” (aujourd'hui Collège National “Ferdinand Ier”) au Bacău  en 1907, et en 1911 de Königlich Bayerische Technische Hochschule München (aujourd'hui l'Université technique de Munich).

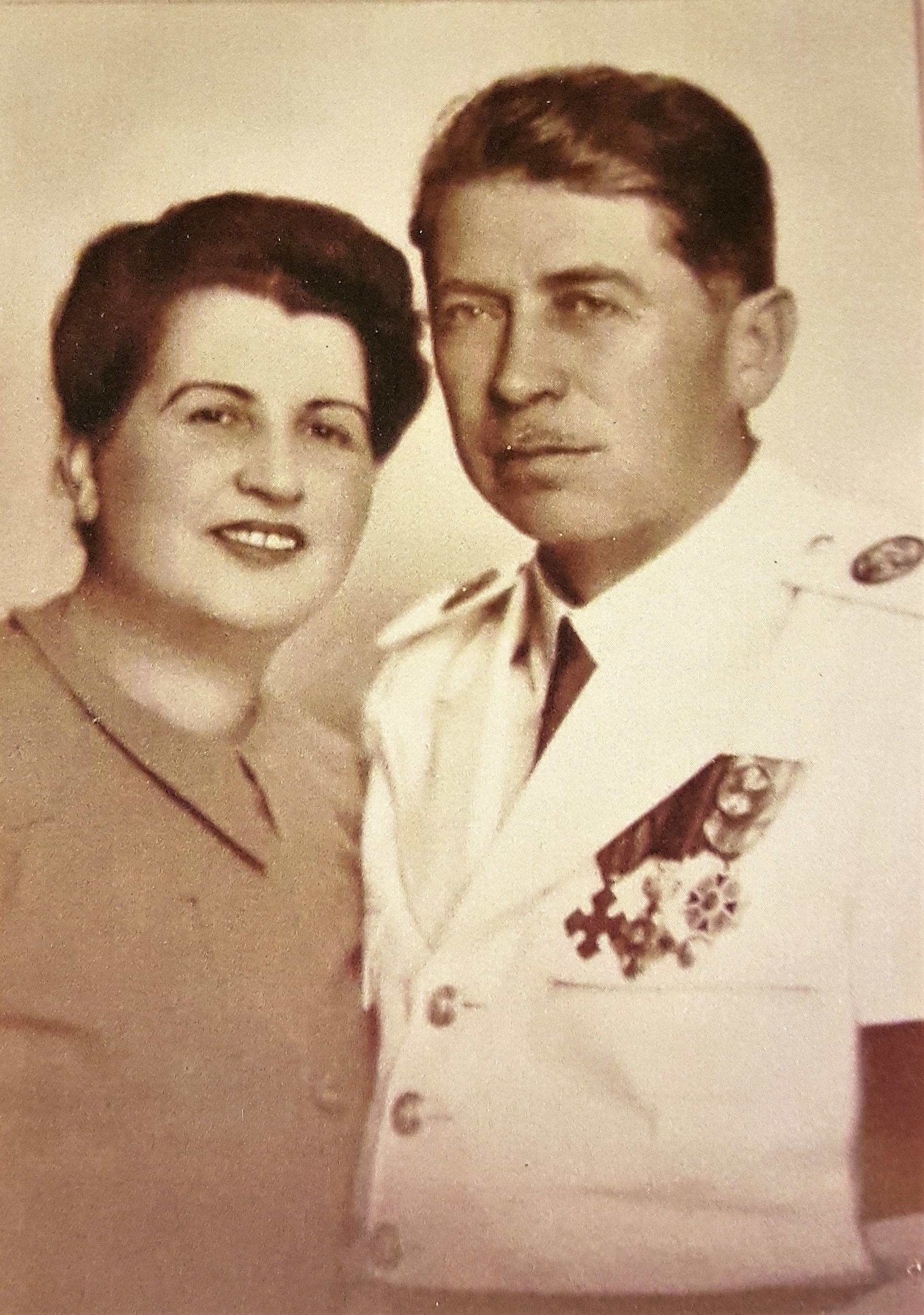
Constantin Cândea et Maria (Antoniade) Cândea

Il était marié à Maria (Antoniade) Cândea (née le 2 octobre 1889, Galați - décédée le 16 avril 1974, Bucarest), Professeur de Français, Docteur en Lettres, avec études supérieures en France, qui a fondé et dirigé L'école normale de filles "Reine Marie" (aujourd'hui Collège Pédagogique National "Reine Marie) à Ploiești.
Dans la première année d'activité de l'École Polytechnique de Timișoara initié par l'Arrêté Royal n ° 4822 du 11 novembre 1920 de Roi Ferdinand, le Laboratoire de chimie a été créée par le Prof. Dr Ing. Constantin Cândea et le Laboratoire de recherche en Physique a été initié par le Prof. Dr Ing. Constantin Stăncescu.
Il était membre correspondant de l'Académie des Sciences de Roumanie depuis le 21 décembre 1935 et membre à part entière depuis le 20 décembre 1936,
Il a été Recteur de l'Université Politehnica (Timișoara) - autrefois École Polytechnique de Timișoara entre 1946-1947.
Il est décédé à l'âge de 83 ans et a été enterré dans le Cimetière Bellu, la figure 4, à Bucarest.

## Œuvres
Il a publié de nombreux ouvrages, dont:
- La séparation des métaux du groupe du cuivre (Analytical and Bioanalytical Chemistry, vol.96, no.7,  (ISSN 1618-2642) (Print) 1618-2650 (Online), p. 276-276, 1934)
- La séparation des sulfures acides des autres composés de la précipitation au sulfure (Fresenius Journal of Analytical Chemistry, vol.97, no.3,  (ISSN 0937-0633) (Print) 1432-1130 (Online), p. 118, 1934)
- La séparation des sulfures acides des autres composés de la précipitation au sulfure (Analytical and Bioanalytical Chemistry, vol.97, no.3-4, p. 118, 1934)
- Plomb (Analytical and Bioanalytical Chemistry, vol.110, no.5, p. 206-208, 1937)
- L'analyse qualitative (Analytical and Bioanalytical Chemistry, vol.108, no.9, p. 340-345, 1939)
- Combustibles et les carburants à base de pétrole (Analytical and Bioanalytical Chemistry, vol.118, no.5, p. 208-222, 1939)
- Méthane dans le cadre de la défense nationale[6],[7] (Bulletin de l'Académie des Sciences de Roumanie No. 10, 1942)
- Condensation de oxibenzaldehyde et nitrobenzaldehyde avec 2,7 dinitrofluorura (European Journal of Inorganic Chemistry, vol.75, no.12,  (ISSN 1434-1948) (Print) 1099-0682 (Online), p. 2017-2018, 1942)
- Les composés azotés organiques (Analytical and Bioanalytical Chemistry, vol.125, no.1, p. 48-57, 1943
- La réaction du méthane avec du chlorure de zinc (Angewandte Chemie, vol.56, no. 35-36, ISSN 0044-8249 (Print) 1521-3757 (Online), p. 247-248, 1943